# Ifelodun (Kwara)
Ifelodun é uma área de governo local em Kwara (estado), Nigéria. Sua sede está na cidade de Share.
Possui uma área de 3,435 km ² e uma população de 206.042 no censo de 2006.
O código postal da área é 241. tem um mínimo de 42 aldeias e vilas sob o nome de IDERA, ora, ARAROMI-ORA, OKE ONIGBIN, e.t.c, como sede e muitos outros.